# Кизил-Чулпан
Кизи́л-Чулпа́н (рос. Кызыл-Чулпан, башк. Ҡыҙыл Сулпан) — присілок у складі Шаранського району Башкортостану, Росія. Входить до складу Нуреєвської сільської ради.
Населення — 26 осіб (2010; 38 у 2002).
Національний склад:
- башкири — 66 %
- татари — 29 %